# سرودان
سرودان، روستایی از توابع بخش مرکزی شهرستان زرند در استان کرمان ایران است.

## جمعیت
این روستا در دهستان حتکن قرار دارد و براساس سرشماری مرکز آمار ایران در سال 1395، جمعیت آن ۳۲ نفر (۸خانوار) بوده‌است.